# آرادو آر ۶۵
آرادو آر ۶۵ (به آلمانی: Arado Ar 65) یک هواگرد جنگنده دوباله تک‌موتوره تک‌سرنشین ساخت شرکت آرادو در آلمان بود. این هواگرد با وجود طراحی در دوره جمهوری وایمار، نخستین جنگنده وارد شده به لوفت‌وافه پس از به قدرت رسیدن حاکمیت رایش سوم نام گرفت.

## طراحی و توسعه
هواگرد آر ۶۵ سال ۱۹۳۱ توسط والتر رتل، مهندس شرکت آرادو، به عنوان یک جنگنده تک‌سرنشین دوباله، بر مبنای هواگرد پیشین آر ۶۴، با اندکی تفاوت، طراحی شد. تولید مخفیانه این جنگنده در تخلف از محدودیت‌های پیمان ورسای بود که تولید هواگرد رزمی را برای آلمان ممنوع کرده بود. بدنه آر ۶۵ مقداری طولانی‌تر بود و برای نخستین بار هر دو بال آن شهپر داشت. بال بالایی جلوتر از بال پایینی بود و بال‌ها با یک جفت پایه به یکدیگر متصل بودند. در ساخت این هواگرد به شکل متعارف در بدنه از صفحات فلزی جوش‌خورده و در بال‌ها از چوب با پوشش پارچه‌ای استفاده شد. نصب موتور خطی جدید ب‌ام‌و ۶ که در تعدادی از مدل‌های آر ۶۴ آزمایش شده بود، عملکرد بسیار بهتری برای آر ۶۵ ایجاد کرد. این موتور با توان ۷۵۰ اسب بخار، هواگرد را به حداکثر سرعت غیر معمول ۲۸۲ کیلومتر بر ساعت می‌رساند. تسلیحات شامل دو مسلسل هماهنگ‌شده ام‌گه ۱۵/۰۸ یا محفظه عمودی شش بمب ۱۰ کیلوگرمی بود.
نخستین پیش‌نمونه آر ۶۵ نخستین پرواز خود را همان سال ۱۹۳۱ در فرودگاه خود شرکت آرادو در وارنموده در نزدیکی روستوک انجام داد. پنج پیش‌نمونه دیگر هم تولید شد. آر ۶۵ به عنوان یکی از آخرین هواگردهای آلمانی، مراحل آزمایش خود را به صورت مخفیانه سال ۱۹۳۳ در شوروی گذراند.
شش مدل از آر ۶۵ تولید شد که جز بهبودهای جزئی در بدنه، تفاوت کمی با یکدیگر داشتند.

## تولید
با توجه به این که شرکت آرادو هنوز ظرفیت تولیدی کافی نداشت، ۱۲ فروند از هواگردهای آر ۶۵ به صورت تحت لیسانس در شرکت اِرلا تولید شد. شرکت خروجی ۱۵۷ فروند تا روز ۳۰ آوریل سال ۱۹۳۶ را پیش‌بینی می‌کرد؛ با این حال در این مدت ۱۷۱ فروند تحویل شد. تولید ماه اکتبر سال ۱۹۳۶ متوقف شد.

## تاریخچه عملیاتی
آر ۶۵ نخستین هواگرد جنگی بود که به شکل مخفیانه اواخر سال ۱۹۳۳ وارد خدمت در لوفت‌وافه شد. این هواگرد خدمت خود را در کنار مدل قدیمی‌تر آر ۶۴، در دو گروه شکاری آغاز کرد اما تنها دو سال بعد، از سال ۱۹۳۵ با پدیداری هواگردهای بهتری همچون هاینکل هائی ۵۱، تنها برای مقاصد آموزشی به کار برده شد. ماه مارس سال ۱۹۳۵ هواگردهای آر ۶۵ در رزمایش بزرگ مقابله با حمله هوایی در برلین مشارکت کردند. در جریان بازنظامی‌سازی راینلند در سال ۱۹۳۶ سه اسکادران از هواگردهای آر ۶۵ از جناح ۱۶۵ بمب‌افکن شیرجه‌ای آماده دخالت در صورت ورود قدرت‌های خارجی به درگیری با آلمان بر سر این موضوع، بودند. به هر صورت هیچ درگیری پدید نیامد.
در مجموع ۸۵ فروند آر ۶۵ تولید شد که ۱۲ فروند از آن تحویل نیروی هوایی بلغارستان گردید که با ایفای نقش هواگردی آموزشی تأثیر زیادی در بازسازی نیروی هوایی این کشور داشت.
از مدل ارتقا یافته آر ۶۵اف تا سال ۱۹۴۰ به عنوان هواگرد آموزشی استفاده شد.

## کاربران
- لوفت‌وافه
- نیروی هوایی بلغارستان

## مشخصات فنی
آر ۶۵ایی:
مشخصات عمومی
- خدمه: ۱ نفر
- طول: ۸٫۴ متر
- طول بال: ۱۱٫۲ متر
- ارتفاع: ۳٫۴۲ متر
- مساحت بال: ۲۳ متر مربع
- وزن خالی: ۱۵۱۰ کیلوگرم
- وزن خالص: ۱۹۳۰ کیلوگرم
- ظرفیت سوخت: ۲۱۸ لیتر
- نیرومحرکه: یک موتور پیستونی وی معکوس ۱۲ سیلندر ب‌ام‌و ۶ خنک‌شونده با آب:

۷۵۰ اسب بخار هنگام برخاستن
۵۰۰ اسب بخار حداکثر قدرت مداوم
عملکرد
- حداکثر سرعت: ۳۰۰ کیلومتر بر ساعت در ارتفاع ۱۶۵۰ متری
- پایاسیر: ۲۴۶ کیلومتر بر ساعت در ارتفاع ۱۴۰۰ متری
- برد: ۵۶۰ کیلومتر
- سقف پرواز: ۷۶۰۰ متر
- سرعت اوج‌گیری: ۱۰٫۶ متر بر ثانیه، ۱۰۰۰ متری در ۱٫۵ دقیقه، ۵۰۰۰ متری در ۱۰٫۶ دقیقه

تسلیحات
- ۲ × مسلسل ۷٫۹۲ میلی‌متر ام‌گه ۱۷ روی موتور: ۵۰۰ گلوله برای هر یک
- ۶ × بمب ۱۰ کیلوگرمی